# Sascha Mölders
Sascha Mölders (Essen, 20 marzo 1985) è un allenatore di calcio ed ex calciatore tedesco, di ruolo attaccante, tecnico del Wiedenbrück.

## Carriera
Ha giocato 103 partite nella prima divisione tedesca ed 82 partite nella seconda divisione tedesca.

## Palmarès

### Individuale
- Capocannoniere della 3. Liga: 1

2020-2021 (22 reti)